# Hugh Gallen

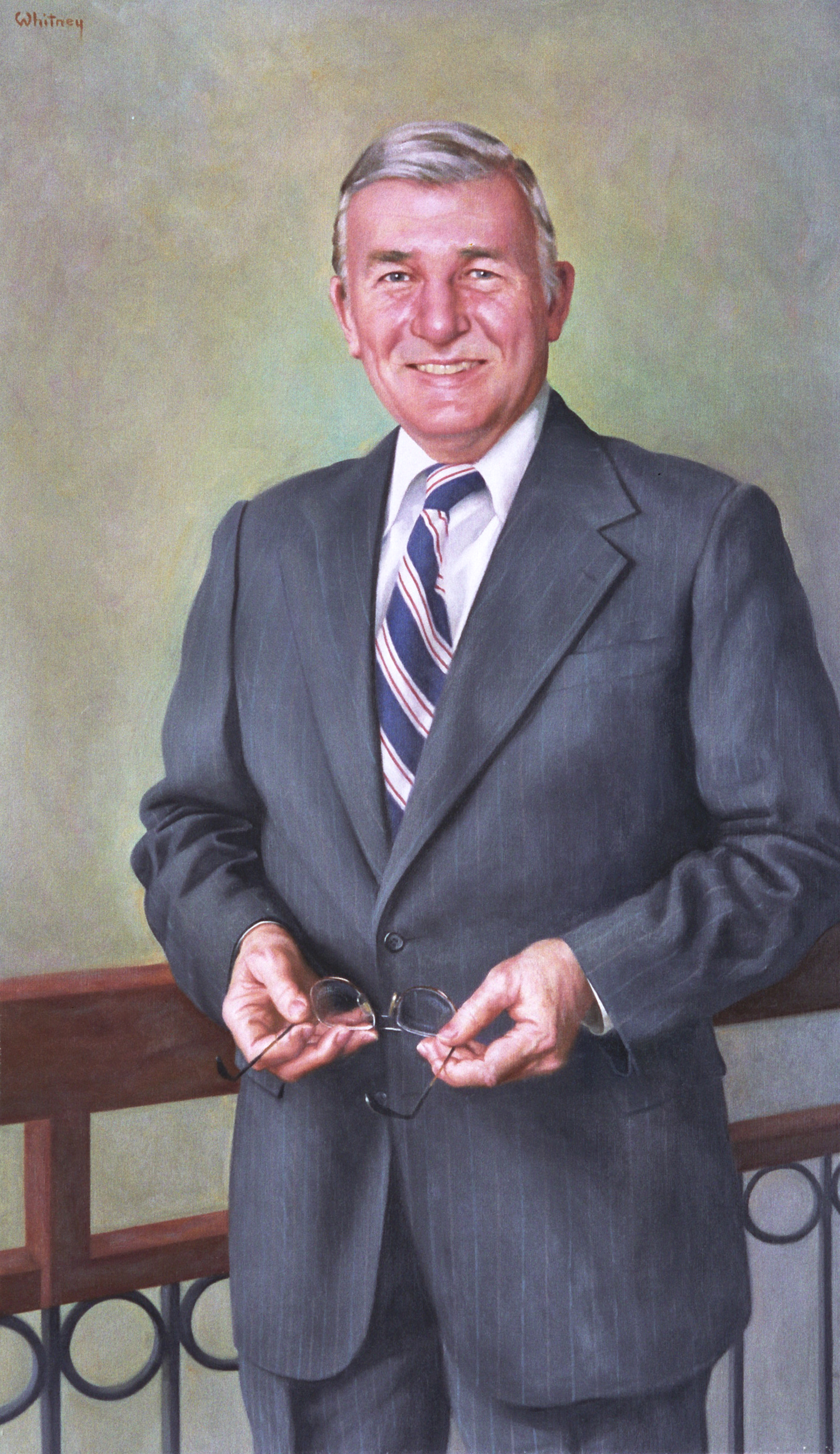
Hugh Gallen

Hugh J. Gallen (* 30. Juli 1924 in Portland, Oregon; † 29. Dezember 1982 in Boston, Massachusetts) war ein US-amerikanischer Politiker und von 1979 bis 1982 Gouverneur des Bundesstaates New Hampshire.

## Frühe Jahre
Im Jahr 1930 kam Gallen mit seiner Familie aus Oregon nach Medford in Massachusetts. Dort besuchte er die High School. Nach seiner Schulzeit begann er eine Laufbahn als Profispieler im Baseball. Diese scheiterte aber schon früh an einer Armverletzung. Im Jahr 1948 begann er als Autoverkäufer in Littleton zu arbeiten und 1964 gründete er das Autohaus Hugh Gallen, Inc.

## Politischer Aufstieg
Gallen war Mitglied der Demokratischen Partei. Zwischen 1962 und 1965 gehörte er dem Planungsausschuss der Gemeinde Littleton an. 1967 war er Mitglied des Nationalen Rates für Mittelstandsgeschäfte (National Advisory Council of the Small Business Administration). Im Jahr 1969 wurde Gallen Vorsitzender des New Hampshire-Vermont-Entwicklungsausschusses. Dieses Amt behielt er bis 1972. Gleichzeitig wurde er Aufsichtsratsvorsitzender der Bank von Littleton. Zwischen 1967 und 1970 war Gallen auch Direktor der White Mountain Community Services, einer Non-Profit-Organisation zur Verbesserung der medizinischen Betreuung von Nervenkranken.
Von 1971 bis 1972 war Gallen dann Vorsitzender seiner Partei in New Hampshire und er war 1972 Delegierter auf der Democratic National Convention. Im Jahr 1973 wurde er als erster demokratischer Abgeordneter von Littleton in das Repräsentantenhaus von New Hampshire gewählt, 1978 gelang ihm als Kandidat seiner Partei der Sieg bei den Gouverneurswahlen. Seine Wahl verdankte er auch einem Streit innerhalb der Republikanischen Partei. Dort bewarben sich der Amtsinhaber Meldrim Thomson und der frühere Gouverneur Wesley Powell um das Gouverneursamt und nahmen sich gegenseitig Stimmen ab.

## Gouverneur von New Hampshire
Hugh Gallen trat sein neues Amt am 4. Januar 1979 an. Noch im Jahr 1979 setzte er die Nationalgarde ein, um ein Atomkraftwerk gegen Demonstranten zu schützen. Das wurde von den Wählern mit seiner Wiederwahl im Jahr 1980 gegen den früheren Gouverneur Thomson honoriert. Dann geriet er aber durch Lohnforderungen im öffentlichen Dienst unter Druck. Gallen war bereit, einer Gehaltssteigerung um 9 % zuzustimmen. Die von den Republikanern beherrschte Legislative wollte nicht mehr als 6 % bewilligen. Gleichzeitig legte der Gouverneur sein Veto gegen den von der Legislative eingebrachten Haushalt ein. Da er sich gleichzeitig weigerte, Steuern zu erhöhen, war es ihm unmöglich, den Tarifvertrag zu bezahlen. Das kostete ihn im Jahr 1982 die angestrebte Wiederwahl. Er unterlag dem republikanischen Kandidaten John Sununu.
Kurz nach der Wahl, aber noch vor Ende seiner Amtszeit, erkrankte Gallen an einer seltenen Blutinfektion. Die Krankheit machte es ihm unmöglich, das Amt bis zum regulären Ende seiner Amtszeit weiterzuführen. Aus diesem Grunde wurde am 1. Dezember 1982 die Präsidentin des Staatssenats, Vesta M. Roy, als kommissarische Gouverneurin bis zum Amtsantritt von John Sununu eingesetzt. Gallen selbst erlebte das offizielle Ende seiner Amtszeit Anfang Januar 1983 nicht mehr. Er starb am 29. Dezember 1982. Hugh Gallen war mit Irene Carbonneau verheiratet.